# دان يونغ
دان يونغ (بالإنجليزية: Dan Young)‏ هو ممثل بريطاني (وحمل سابقاً جنسية المملكة المتحدة لبريطانيا العظمى وأيرلندا)، ولد في 19 أبريل 1899، وتوفي في 1970.

## وصلات خارجية
- دان يونغ على موقع IMDb (الإنجليزية)
- دان يونغ على موقع قاعدة بيانات الفيلم (الإنجليزية)